# Traité concernant le Spitzberg
Le traité concernant le Spitzberg du 9 février 1920 a reconnu la souveraineté norvégienne sur l'archipel (article 1) avec quelques restrictions.

## Contenu du traité
La Norvège a officiellement lancé l'administration du Spitzberg en 1925.
Cependant, selon les termes de ce traité, les citoyens de divers pays ont le droit d'exploiter les ressources naturelles « sur un pied d'égalité absolu » (principalement extraction de charbon). Actuellement, la Norvège et la Russie utilisent ce droit.
Il faut noter que le « Svalbardtraktaten » dont parlent les Norvégiens fait référence au nom de l'archipel dans leur langue, le nom officiel étant Traité concernant le Spitzberg en français et Treaty concerning Spitsbergen en anglais, seules langues officielles du traité.
Les signataires originaux incluent l'Australie, le Canada, le Danemark, la France, l'Italie, le Japon, les Pays-Bas, la Norvège, la Suède, le Royaume-Uni (Dominions d'outre-mer y compris) et les États-Unis d'Amérique. L'Union soviétique l'a signé en 1924 et l'Allemagne en 1925. Il y a maintenant plus de quarante signataires.
La Norvège a assuré le gouvernorat en 1925 et a immédiatement décrété une série de mesures de protection de l'environnement.
À la suite de l'invasion de l'Ukraine par la Russie en 2022, les tensions autour du Svalbard se sont accrues depuis la Russie,,.
Il existe des restrictions militaires au Svalbard. Le Svalbard n’est ni démilitarisé ni neutre. Selon le traité, la Norvège est tenue de ne pas établir ou autoriser l'établissement de bases militaires ou de fortifications militaires, ni d'utiliser ou d'autoriser une utilisation à des fins de guerre.